# Lio Tipton
Lio Tipton (ur. 9 listopada 1988 w Minneapolis) – amerykańska aktorka, modelka i była łyżwiarka figurowa. Najbardziej znana z udziału w 11 sezonie amerykańskiego reality show America’s Next Top Model oraz ról w filmach Kocha, lubi, szanuje (2011), The Green Hornet 3D (2011) i Wiecznie żywy (2013).

## Życiorys
Lio Tipton urodziła się 9 listopada 1988 w Minneapolis w stanie Minnesota jako Analeigh Christian Tipton. Tam też spędziła dzieciństwo. W wieku 2,5 roku rozpoczęła uprawianie łyżwiarstwa figurowego, które zakończyła w wieku 16 lat. W wieku 8 lat przeprowadziła się wraz z rodziną do Sacramento w stanie Kalifornia.
W 2008 uczestniczyła w 11 edycji programu America’s Next Top Model, zajmując 3 miejsce. W tym samym roku podpisała kontrakt z agencją modelingową Ford Models oraz pojawiła się gościnnie w jednym z odcinków serialu Teoria wielkiego podrywu.
Na dużym ekranie zadebiutowała w filmie The Green Hornet 3D, który miał premierę w 14 stycznia 2011. W następnym filmie Kocha, lubi, szanuje Tipton zagrała opiekunkę zakochaną w głównym bohaterze granym przez Steve’a Carella. „The New York Times” określił ją jako „twarz do oglądania”. Następne niewielkie role filmowe zagrała w Wiecznie żywy (2013) w reżyserii Jonathana Levine’a i Lucy (2014) z udziałem Scarlett Johansson. Jej pierwszy kinowy film z pierwszoplanową rolą to Two Night Stand, który wszedł na ekrany kin 26 września 2014.
W 2021 Tipton pod nowym imieniem (Lio) dokonała coming outu jako osoba queerowa i niebinarna, używająca neutralnych (they/them) zaimków.

## Filmografia

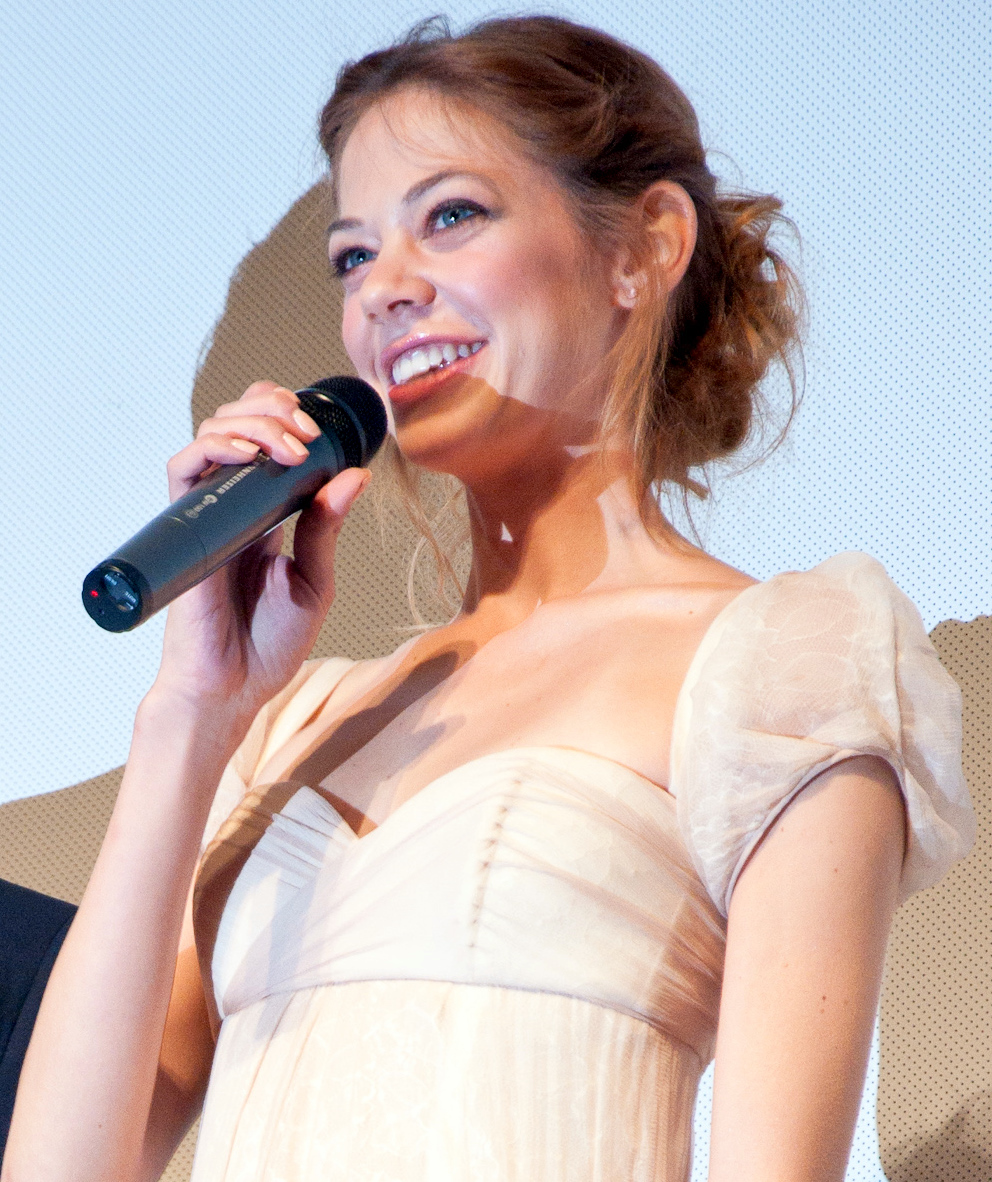
Tipton w 2011 na Międzynarodowym Festiwalu Filmowym w Toronto

| Rok  | Tytuł                | Rola             | Uwagi                |
| ---- | -------------------- | ---------------- | -------------------- |
| 2011 | The Green Hornet 3D  | Ana Lee          | Debiut filmowy       |
| 2011 | Kocha, lubi, szanuje | Jessica Riley    |                      |
| 2011 | Pannice w opałach    | Lily             |                      |
| 2013 | Wiecznie żywy        | Nora             |                      |
| 2014 | Buttwhistle          | Rose             |                      |
| 2014 | Two Night Stand      | Megan Pagano     |                      |
| 2014 | One Square Mile      | Lisa             |                      |
| 2014 | Lucy                 | Caroline         |                      |
| 2015 | Mississippi Grind    | Vanessa          | W trakcie realizacji |
| 2016 | Viral                | Stacey Drakeford |                      |

| Rok  | Tytuł                                   | Rola        | Uwagi                                                   |
| ---- | --------------------------------------- | ----------- | ------------------------------------------------------- |
| 2008 | America’s Next Top Model (reality show) | Samą siebie | Uczestniczka America’s Next Top Model; zajęła 3 miejsce |
| 2008 | Teoria wielkiego podrywu (serial TV)    | Lio         | Odcinek: „The Panty Pinata Polarization”                |
| 2009 | The Tyra Banks Show (talk-show)         | Samą siebie | Odcinek: „Top Model Toga Party"                         |
| 2011 | Wyposażony (serial TV)                  | Sandee      | Rola cykliczna, 8 odcinków                              |
| 2012 | Made in Hollywood (program TV)          | Samą siebie | Odcinek #7.23                                           |
| 2013 | Vibe for Women                          | Samą siebie | Skecz Funny or Die                                      |
| 2013 | The Power Inside                        | Ashley      | Rola pierwszoplanowa                                    |
| 2014 | Manhattan Love Story                    | Dana        | Rola pierwszoplanowa                                    |

| Rok  | Tytuł                    | Rola        | Uwagi                        |
| ---- | ------------------------ | ----------- | ---------------------------- |
| 2012 | „Constant Conversations" | Samą siebie | Teledysk zespołu Passion Pit |